# VVV 10–17
Die VVV 10–17 waren Güterzug-Schlepptenderlokomotiven der Waagtalbahn (Vágvölgyi Vasút, VVV) mit der Achsfolge C.
Die VVV bestellte diese acht Dampflokomotiven 1873 bei Sigl in Wiener Neustadt. Die Fahrzeuge waren insofern bemerkenswert, als sie nicht nur Innenrahmen, sondern auch Innensteuerung und innen liegende Zylinder sowie eine gekröpfte Treibachse besaßen. Auffällig waren auch die unterschiedlich großen Abstände zwischen den Kuppelachsen.
Die Lokomotiven erhielten die Betriebsnummern 10–17. Anlässlich der Verstaatlichung der VVV 1891 bekamen sie kurz die
MÁV-Nummern 174–181, danach die Kategoriebezeichnung IIIc und die Nummern 2231–2238. Ab 1911 wurden sie mit 359,001–008 bezeichnet.